# A Nemzeti Adó- és Vámhivatal épülete (Miskolc, Kandia utca)
A Nemzeti Adó- és Vámhivatal Borsod-Abaúj-Zemplén vármegyei igazgatóságának miskolci hivatalai három külön címen álló épületben helyezkednek el, közülük az Adó- és Vámigazgatóság a Kandia utca 12–14. alatt működik. Az épület eredetileg az Erzsébet izraelita elemi iskola számára épült 1899 és 1901 között. A 20. század közepétől a rendőrség használta. A NAV számára az épületet az ezredfordulón átalakították és jelentősen kibővítették.

## Története
Miskolcon már 1784-ben létesült zsidó iskola, majd 1864-ben újabb iskola nyílt a Kandia utcán. Ennek a helyén épült meg 1899 és 1901 között Szinva-part belvárosi részén az Erzsébet izraelita elemi iskola néven működő új intézmény, amely akkor az ország egyik legmodernebb oktatási intézményének számított. A megnyitására 1901. szeptember 1-jén került sor. Az iskolában 1919-ben polgári leányiskolát, 1923-ban pedig a polgári fiúiskolát hoztak létre. 1925-ben iskolabővítésről határozott a hitközség, és 1928-ra – az iskola szomszédságában, vele egy udvarban – felépült a tanítóképző intézet épülete. A létesítmény Közép-Európa egyetlen ilyen jellegű oktatási intézménye volt. Az iskola Miskolc kulturális életének is része volt, 800 fős díszterme a város legnagyobb társas összejöveteli helye volt. Az iskolában több kiállítást is rendeztek, például az 1936-os Miskolci Hét egyik fontos rendezvényét. A tanítóképző épületben kapott helyet Kiss József, az 1921-ben elhunyt népszerű költő teljes hagyatéki anyaga (Kiss József Múzeum), ami a második világháború során megsemmisült. A két intézmény meghatározó alakja és igazgatója volt a híres humanista, iskolaszervező pedagógus Serbu Adolf (Miskolcon utca viseli a nevét), akit 1944-ben – kollégáival és a diákokkal együtt – elhurcoltak. A haláltáborokból egyikük sem tért vissza.
A háború után az iskolafunkció megszűnt, az épületben évtizedekig a megyei rendőr-főkapitányság és néhány más hivatal működött. Az ezredforduló körül az épületet az APEH irodaháza számára átalakították, illetve kibővítették.

## Leírása
Az eredeti, tekintélyes méretű, 63 méter hosszú iskolaépület vörös téglás kialakítást kapott. Az északi, Kandia utcai oldalon eredetileg három bejárattal rendelkezett. A középső, önmagában is 3+3+3 tagolású épületrész a legdíszesebb, az ablakok a második emeleten félköríves, az első emeletiek egyenes, a földszintiek pedig íves záródásúak. A középső háromablakos egység enyhén kiemelkedik mellette lévő két háromablakos rész síkjából, a két oldalsó, öt-ötablakos épületrész kissé még beljebb húzódik. Ezek ablakainak kialakítása hasonló a középső részével. A tető előtt, az északi oldalon díszes attikát alakítottak ki, ez az idők folyamán eltűnt. A két bejárat a két oldalsó épületrész belső oldalán helyezkedik el, ezen kívül az épület nyugati végén is volt még egy valamivel szélesebb, mára megszűnt bejárat is. Az iskolaépületben – a dísztermen kívül – 18 tanterem, kézimunka terem, könyvtár, tanácsterem, tanári és igazgatói szoba volt.
Az egykori iskola, illetve rendőrség felújítási terveit Viszlai József készítette, a megvalósítás (2001 körül) összefüggött az Uitz Béla utca (az ún. déli tehermentesítő út) megnyitásával, kialakításával. Az új épületegyüttes a Kandia utca–Uitz Béla utca–Csizmadia köz által közrezárt, háromszög alakú területen fekszik. Az újonnan kialakított épületrészek is vörös téglás borítást kaptak, kialakításuk – némiképp illeszkedve a ház eredeti stílusához, de erőteljesen el is különülve tőle – a 20–21. század fordulójának építészeti megoldását tükrözik. Az új épület két részből áll: az eredeti épülettel szembeállított, háromszög alakú kétszintes (+alagsoros), valamint az erre ültetett háromszintes, kocka alakú épületrészből. A régi és az új épületet két zárt, üvegezett híd köti össze az első emelet magasságában.
A később, 1928-ra felépült tanítóképző az iskolától délre helyezkedik el, akkoriban közös udvaron. A telket kettészelő Uitz Béla utca akkor még nem létezett, azt az 1970-es években alakították ki. Az épület a háború után sokáig üresen állt, 1969-től a Miskolci Kereskedelmi Tanulóiskola (ma Miskolci SZC Szentpáli István Kereskedelmi és Vendéglátó Technikum és Szakképző Iskola) működött, amely 2002-ben új helyre költözött. A felújított épület 2023-tól a Bartók Béla Zene- és Táncművészeti Szakgimnáziumnak és a Miskolci Kulturális Központnak ad otthont.

## Képek

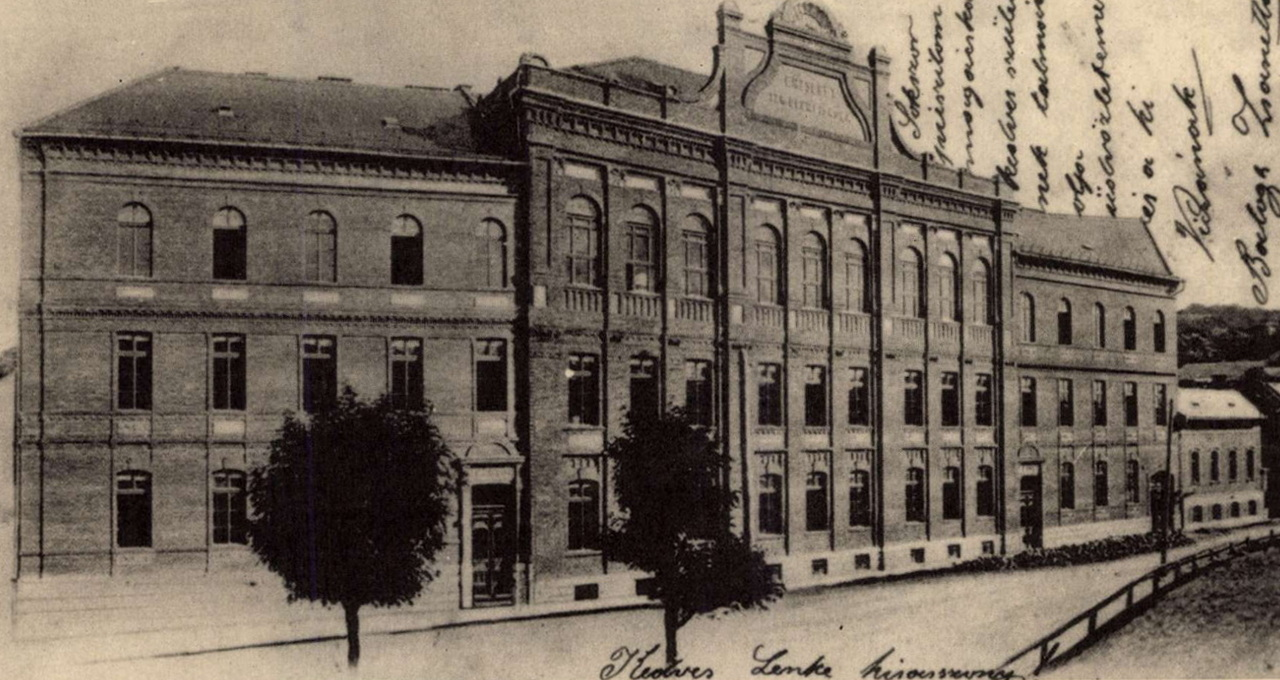
Az Erzsébet iskola 1901-ben
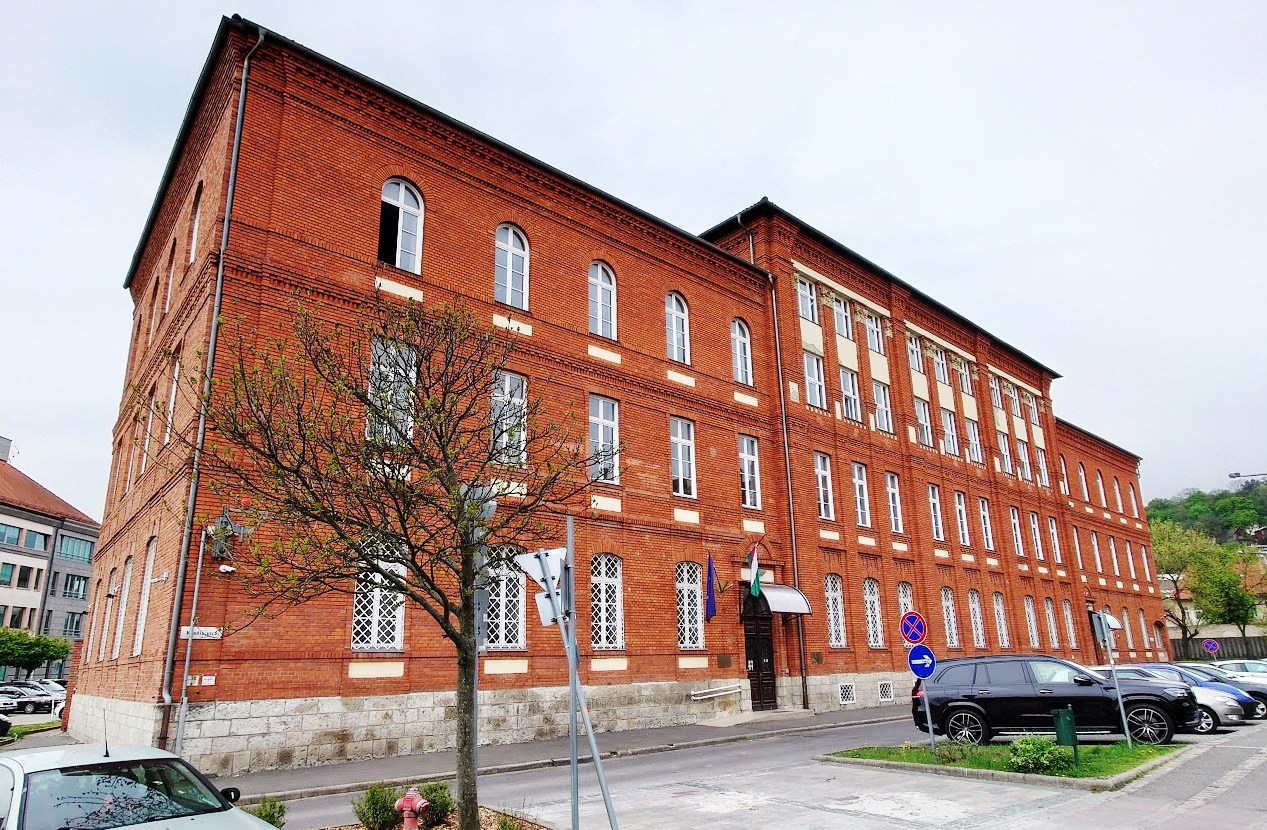
A NAV épülete 2023-ban, északkeleti irányból
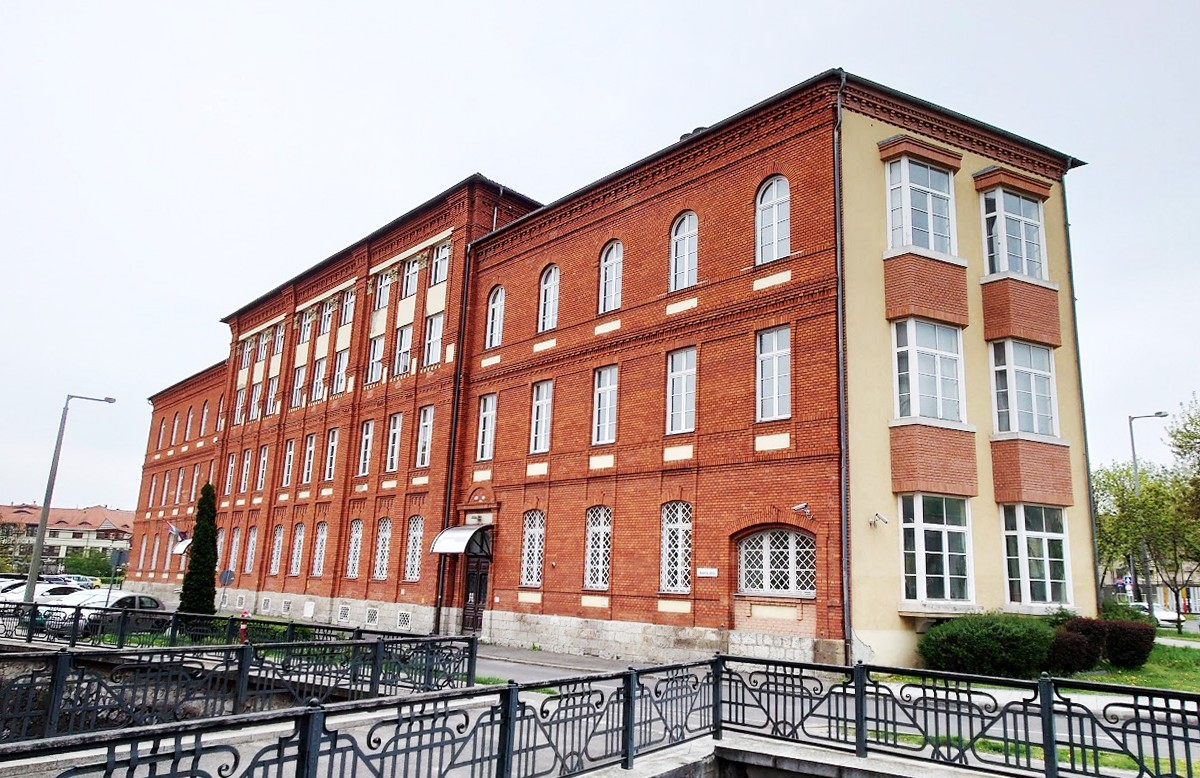
Északnyugati irányból
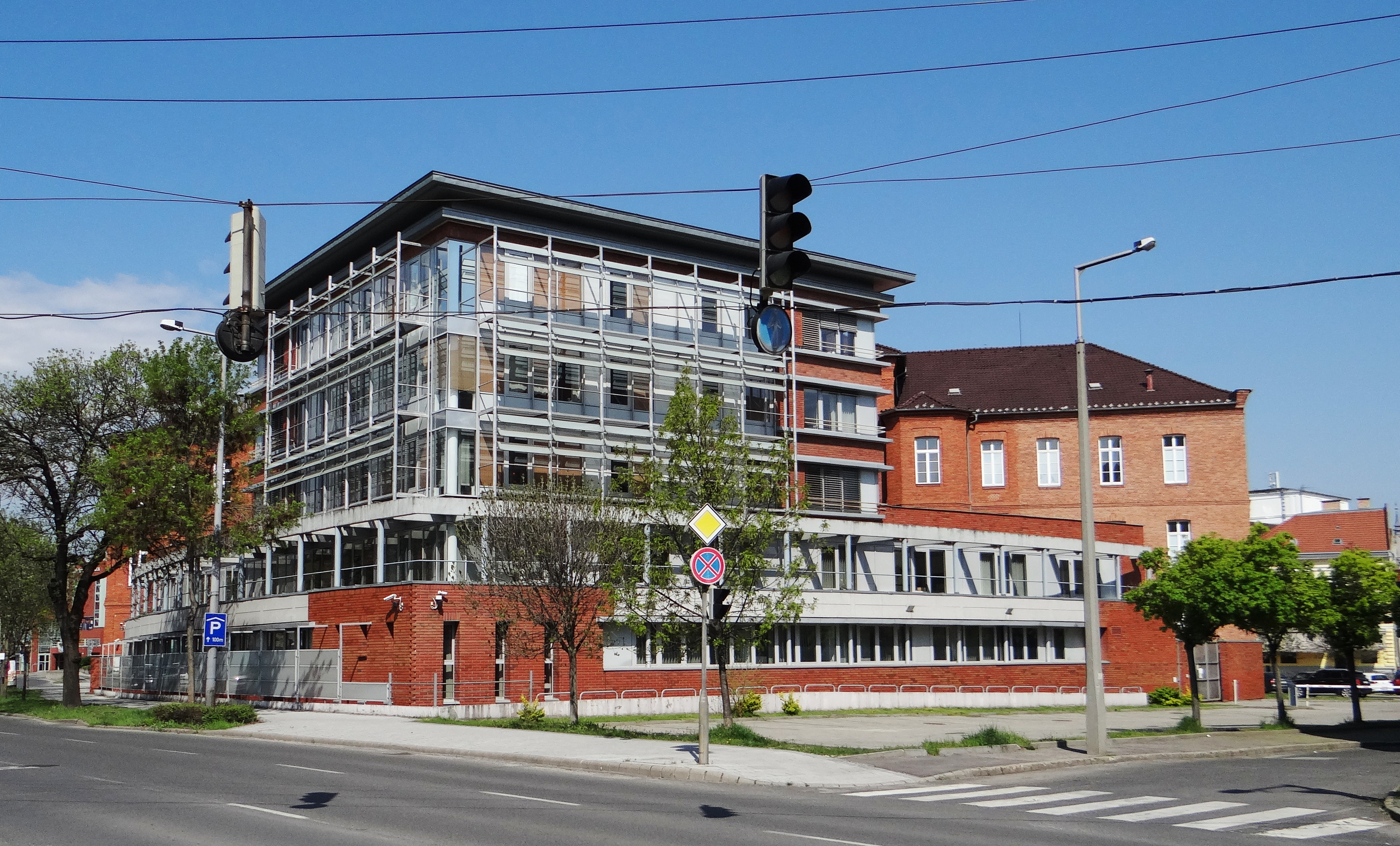
A bővítés
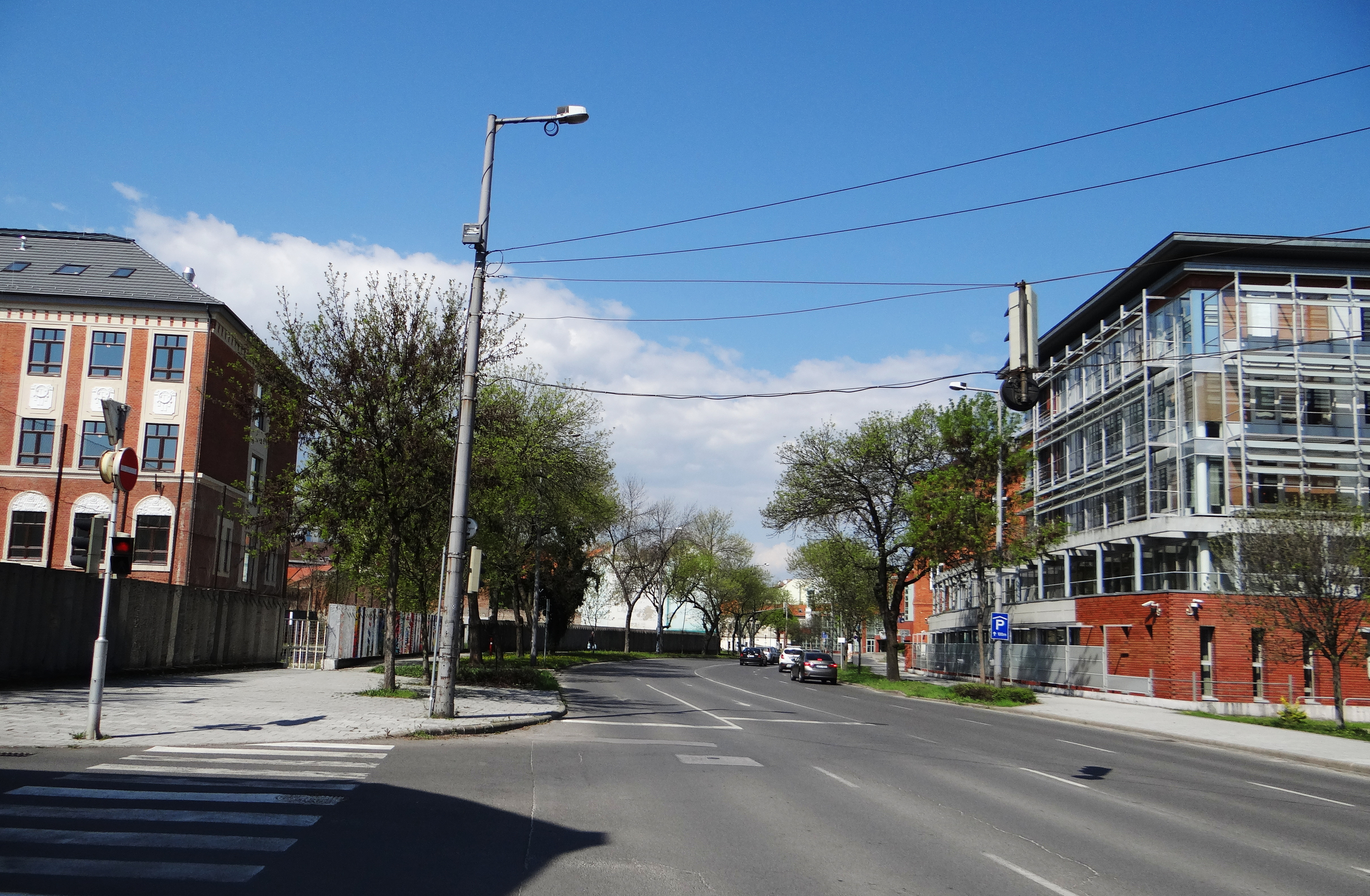
Az Uitz Béla utcával elválasztott két épület
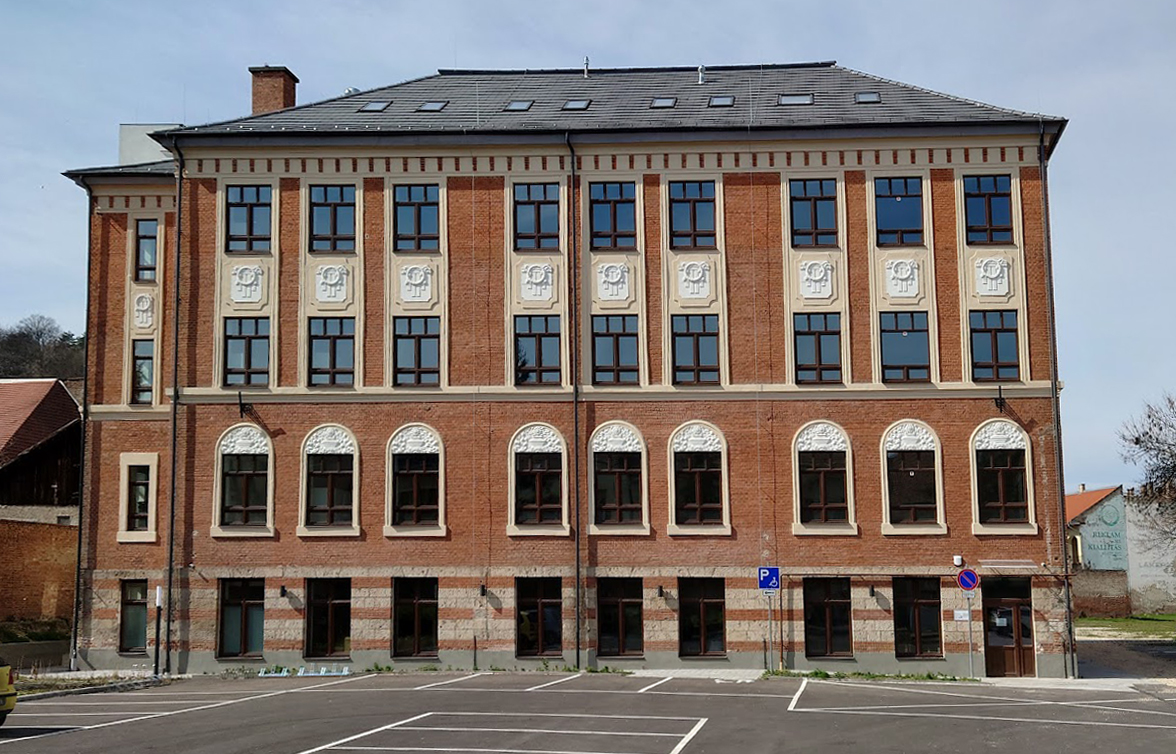
A BArtók Béla Zene- és Táncművészeti Szakgimnázium és a Miskolci Kulturális Központ épülete az Uitz Béla utca déli oldalán